# Taça Latina de 1956
A Taça Latina de 1956 foi a 1.ª edição da Taça Latina.
| País     | J | V | E | D | GM | GS | DG | Pts |
| -------- | - | - | - | - | -- | -- | -- | --- |
| Itália   | 3 | 2 | 1 | 0 | 8  | 6  | 2  | 5   |
| Portugal | 3 | 1 | 2 | 0 | 10 | 6  | 4  | 4   |
| Espanha  | 3 | 1 | 1 | 1 | 6  | 6  | 0  | 3   |
| França   | 3 | 0 | 0 | 3 | 5  | 11 | -6 | 0   |

|          | Itália | Portugal | Espanha | França |
| -------- | ------ | -------- | ------- | ------ |
| Itália   |        | 2-2      | 4-3     | 2-1    |
| Portugal |        |          | 1-1     | 7-3    |
| Espanha  |        |          |         | 2-1    |
| França   |        |          |         |        |